# Ratpenat papú menor
El ratpenat papú menor (Pipistrellus papuanus) és una espècie de ratpenat de la família dels vespertiliònids que es troba a Indonèsia i a Papua Nova Guinea.